# Loxodonta cyclotis
Elefantul african de pădure (Loxodonta cyclotis) este o specie de elefant african, găsit în bazinul râului Congo. Aceasta este cea mai mic din cele trei specii extante de elefanți, dar și al treilea cel mai mare animal terestru în viață.

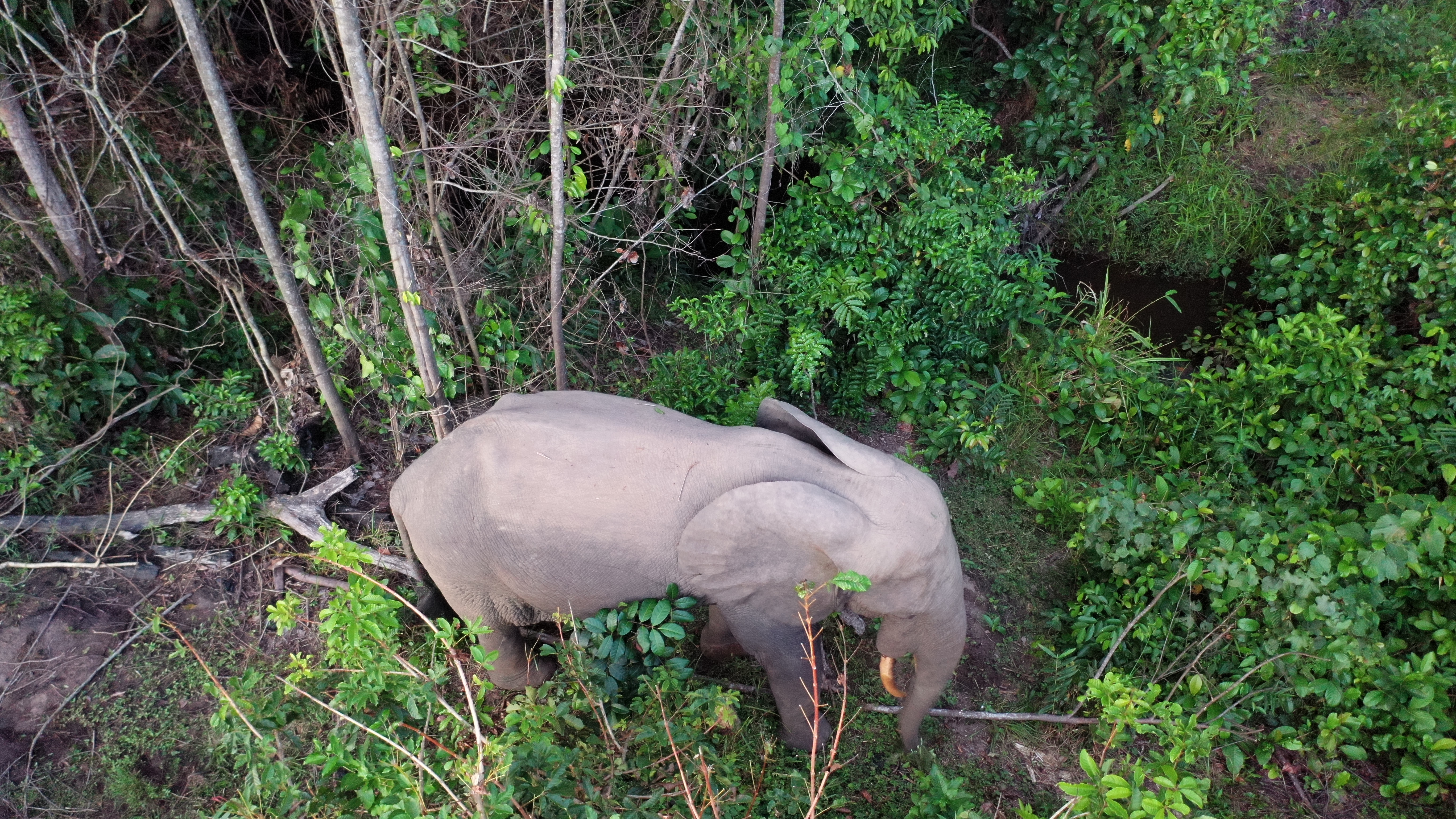
Loxodonta cyclotis în Gabon